# ルチェネツ - ヴェリュキークルティーシュ線
ルチェネツ - ヴェリュキークルティーシュ鉄道線 （ルチェネツ - ヴェリュキークルティーシュせん、スロバキア語: Železničná trať Lučenec - Veľký Krtíš、公共時刻表用路線番号:161）は、スロバキア・バンスカービストリツァ県ルチェネツ郡ルチェネツ市とヴェリュキークルティーシュ郡ヴェリュキークルティーシュ市を結ぶ鉄道路線の通称である。
スロバキア国鉄（ŽSR）ルチェネツ - ヴェリュキークルティーシュ線（Trať Lučenec - Veľký Krtíš、線路状況表路線番号:117 C）の全区間に相当する。
本線区の実際の中央区間であるルチェネツ国境 - マレーストラツィニ国境（イポイタルノーツ国境 - ノーグラードサカール国境）間（ハンガリー領内、区間長16.066km）の線籍はハンガリー国家鉄道株式会社（MÁV Zrt.）ガルガマーチャ - バラッサジャルマト - イポイタルノーツ国境線（Galgamácsa – Balassagyarmat – Ipolytarnóc országhatár vonal、MÁV Zrt.鉄道事業総局規定路線番号:11）ノーグラードサカール - イポイタルノーツ国境間およびノーグラードサカール - 国境線（Nógrádszakál – országhatár vonal、MÁV Zrt.鉄道事業総局規定路線番号:160）にあり、本線区には直接算入しない。

## 概要
ハンガリー帝国時代の1896年にバラッサジャルマト - ロソンツ（スロバキア名・ルチェネツ）間で開業したノーグラード郡地方鉄道（Nógrádvármegyei HÉV）を前身とし、第二次世界大戦後にハンガリーと国境を接するノヴォフラト地方のポォートル鉱山（Baňa Pôtor）など複数の炭鉱の石炭輸送鉄道線として本線区が成立し、1962年以降は近代化炭鉱として操業を開始したドリナ鉱山（Baňa Dolina）の石炭輸送を担った。
ŽSRプレシヴェツ - ズヴォレン旅客駅線（115 A、Trať Plešivec – Zvolen osobná stanica）ルチェネツ鉄道駅から分岐していったんハンガリー領内に入り、MÁV Zrt.イポイタルノーツ鉄道駅、MÁV Zrt.ノーグラードサカール鉄道駅を経由して再びスロバキア領内に戻り、ヴェリュキークルティーシュ貨物停留場に至る線区で、全線が単線非電化である。チェコスロバキア時代に締結したハンガリーとの国家間協定に基づき、MÁV Zrt.線を挟んだ線区の両端がŽSRの単一線区として扱われる特殊な線区である。ŽSR管轄の全線区がズヴォレン地域総局管内である。
シェンゲン条約発効以前、ルチェネツ方面とヴェリュキークルティーシュ方面を直通する本鉄道線の貨物および旅客列車は、無停車で通過するハンガリー領内のイポイタルノーツ国境 - イポイタルノーツ - ノーグラードサカール - ノーグラードサカール国境間における車両内が、協定により国内扱いとなったため出国とは見なされず、国境警備隊による検問は行われなかった。
1978年に延伸して供用を開始した終点のヴェリュキークルティーシュ貨物停留場は、ヴェリュキークルティーシュ郡の中心都市ヴェリュキークルティーシュ市街地南方の町外れにある。
ハンガリー領内経由である当線区のルートは、一級道路75号線（Cesta I. triedy 75、トルナヴァ県ガランタ郡スラードコヴィチョヴォ市 - バンスカービストリツァ県ルチェネツ郡ルチェネツ市間）を経由する路線バスに比べ遠回りであるため、直通の定期旅客列車は三交代制を採っていたドリナ鉱山の炭鉱員出退勤時刻に合わせたルチェネツ-マレーストラツィニ間の1日3往復に限定されており、ブシンツェ - マレーストラツィニ間でチェコスロバキア国鉄（ČSD）時代の1992年5月31日に、残るルチェネツ-カロンダ間も2003年2月2日にそれぞれ休止された。
一方、貨物列車は引き続き運行されている。ノヴォフラト地方で最後まで操業を続けたドリナ鉱山は2015年に採掘を完全に終了して閉山したものの、大豆油脂メーカーのガモタ株式会社（Gamota a.s.）工場がマレーストラツィニ鉄道駅から、農薬メーカーのアグロヘミツキーポドニーク有限責任会社（Agrochemický podnik s.r.o.）工場がヴェリュキークルティーシュ貨物停留場からともに専用線を設けている。周辺では林業も盛んに行われており、ヴェリュキークルティーシュ貨物停留場前には貯木場が設けられて鉄道で原木輸送を行っている。
このほか観光チャーター列車などの臨時旅客列車が運行されることがある。

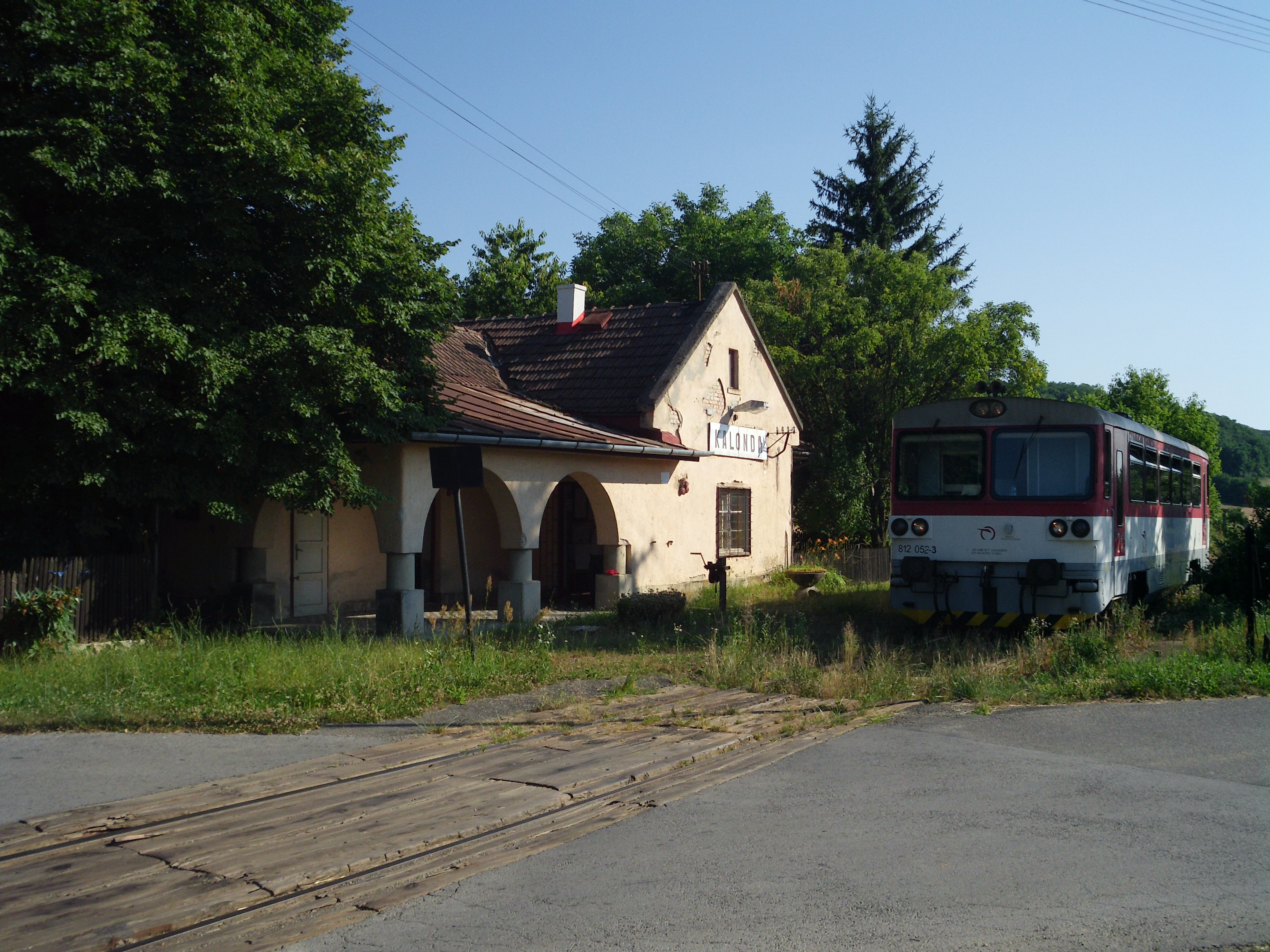
カロンダ停留場（2015年）
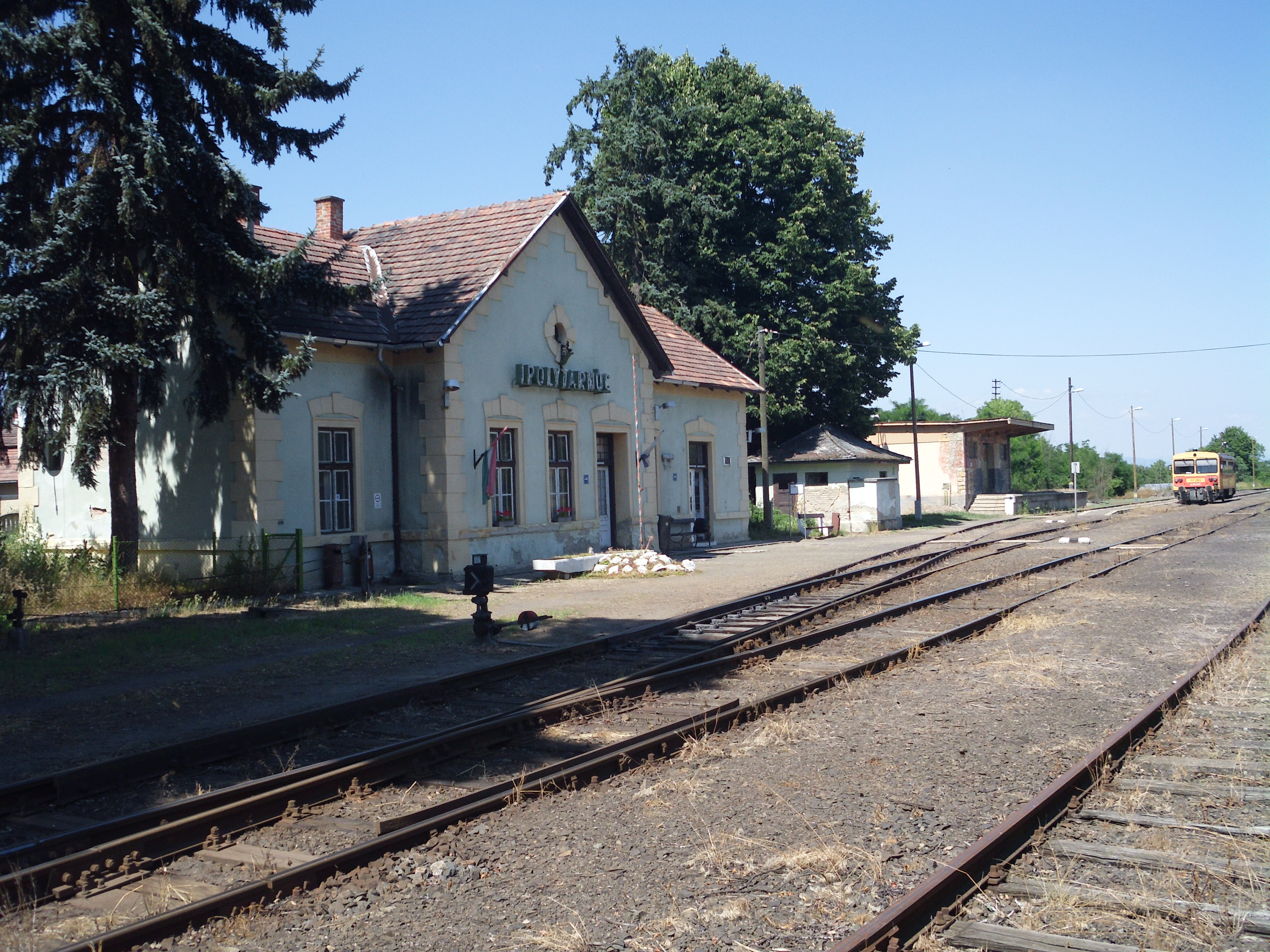
ハンガリー領内のMÁV Zrt.イポイタルノーツ鉄道駅。スロバキア・ハンガリー両国間の協定により本線区の列車は無停車で通過した（2015年）
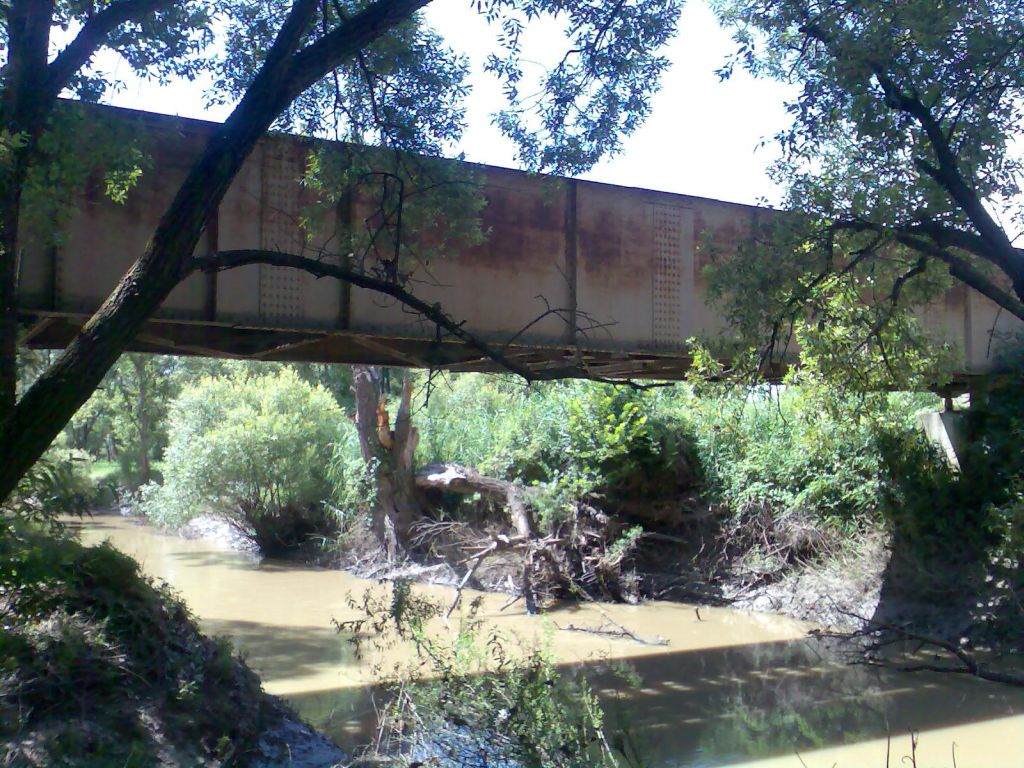
MÁV Zrt.ノーグラードサカール - 国境線（160）終点のスロバキア・ハンガリー国境にかかるイペリュ川橋梁（2010年）
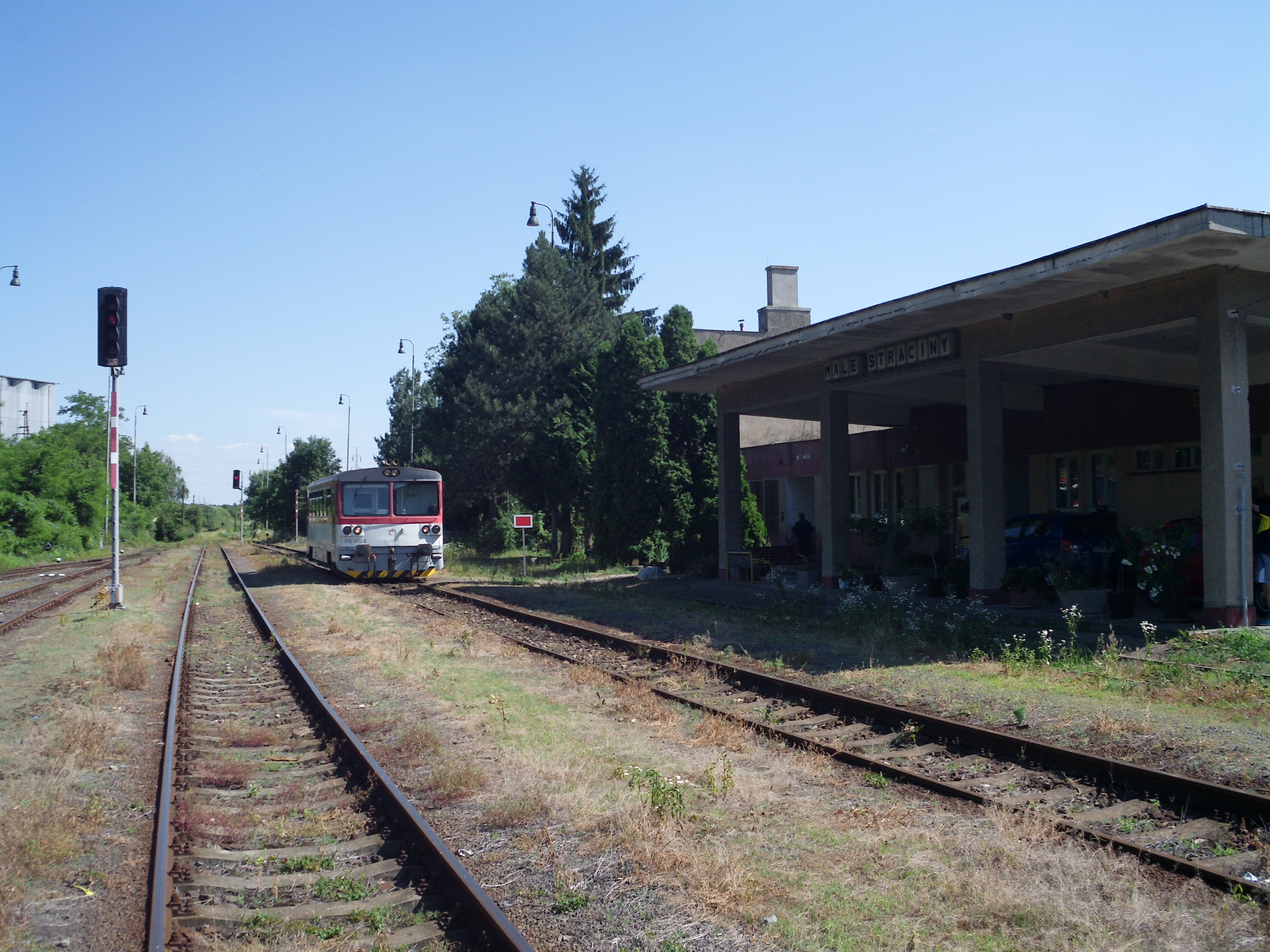
マレーストラツィニ鉄道駅（2015年）
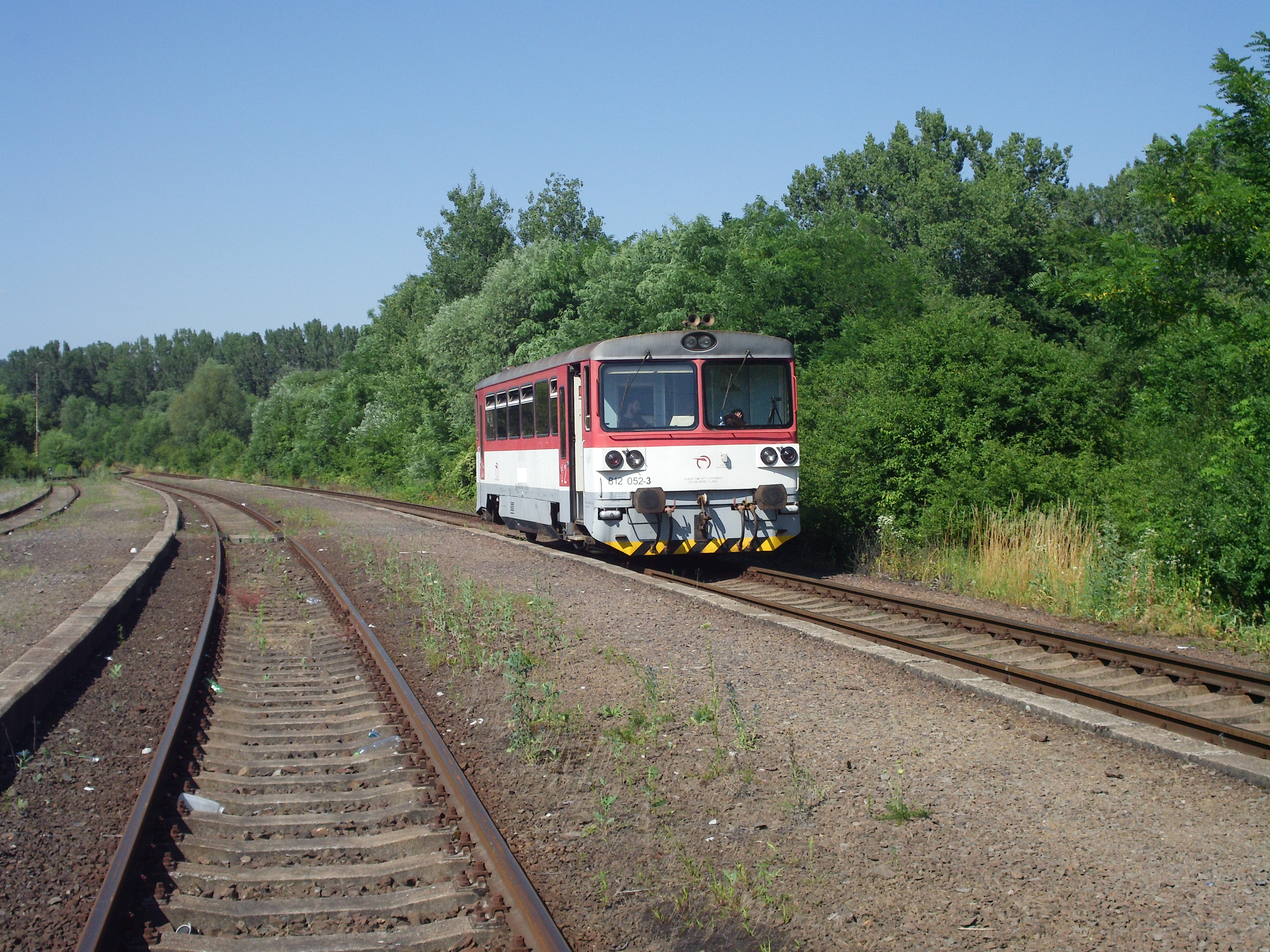
ヴェリュキークルティーシュ貨物停留場。チャーター列車が運行された時のもの（2015年）

## 歴史
ハンガリー帝国時代の1896年9月15日、当時のハンガリー北部ノヴォフラド郡（スロバキア名・ノヴォフラト）中部を流れるイペリュ川南方に郡内を東西に横断するノーグラード郡地方鉄道（Nógrádvármegyei HÉV）バラッサジャルマト - ロソンツ（スロバキア名・ルチェネツ）間が開業した。1919年のチェコスロバキア共和国独立確定に伴い、チェコスロバキア領内となったカロンダ停留場以北がチェコスロバキア国鉄（ČSD）、ハンガリー領内に残ったイポイタルノーツ鉄道駅以南がハンガリー国家鉄道（MÁV）に移管された。
同じころ、イペリュ川北方でのちにスロバキア領となったノヴォフラト地方の北西部丘陵地帯では炭鉱の開発が始まっていたが、脆弱な資本基盤に加え、石炭を大量輸送する手段が限られていたことから、地域の燃料需要をまかなうレベルの小規模な操業が続いていた。
第二次世界大戦後の復興期、チェコスロバキア政府は火力発電所の燃料確保のため、ポォートル鉱山（Baňa Pôtor、現ヴェリュキークルティーシュ郡ポォートル村）で大規模な石炭採掘を開始した。当時ČSDでは、ノヴォフラト地方の産炭地からの石炭輸送用として、東のプレシヴェツ - ズヴォレン旅客駅線ルチェネツ鉄道駅からノヴォフラト地方北部を横断して西のズヴォレン旅客駅 - シャヒ線に至る、ルチェネツ - ホンチアンスケネムツェ（Hontianske Nemce）間と、ルチェネツ - シャヒ（Šahy）間のともに延長70～80km程度の2つの新設路線案を検討していたが、どちらも地理的に多額の建設費を要することが判明した。
当時のČSD予算は国内各線区の戦後復興経費に圧迫され地方線区の新設費用捻出は難しく、チェコスロバキア政府は、ハンガリー領内旧ノーグラード郡地方鉄道線に接続する支線を建設してこれを経由してルチェネツに至るルートを採ることとし、ハンガリー政府と交渉。ČSD列車がMÁV線上を無停車通過する形で路線を共用する協定を両国間で締結した。
ČSDとMÁVは共同で、ノーグラードサカール - マレーストラツィニ間の支線建設と、軸重12.5t以下の制限があったイポイタルノーツ - ルチェネツ間の軌道強化工事を行い、新線をスロバキア領内の既存線区ルチェネツ - カロンダ - ルチェネツ国境間の延長部分と見なす形で1951年9月12日に供用を開始した。
本線区の供用開始により石炭の大量輸送が可能になったことを受け、同年以降、ポォートル鉱のほか、モドリーカメニュ炭鉱（Modrokamenské uhoľné bane）が地域の主力炭鉱として操業を拡大した。さらに1962年には機械化を進めた近代化炭鉱としてマレーストラツィニ鉄道駅に隣接して設けられたドルナ鉱山国営会社（Baňa Dolina, n.p.）が操業を開始し、1965年以降、地域を代表する主力炭鉱として出炭を続けた。炭鉱の隆盛に伴う人口増加と経済発展を受け、1968年にはルチェネツ郡からヴェルキークルティーシュ郡が独立した。
ČSDは1970年代後半、郡の中心都市ヴェリュキークルティーシュ市への延伸工事を行った。わずか4km弱の距離だったが、地質の見誤りで工事中に大規模な地滑りが発生し、難航の末、1978年2月22日に供用を開始した。